# 安達繁七
安達 繁七（あだち しげしち、天保12年（1841年）- 明治20年（1887年））は幕末期に日光における杉線香製造の基礎を築いたと伝えられている実業家。日光洽益株式会社(宝積寺銀行)筆頭役員。記念碑が現在も日光市に残る。嫡子の安達繁七は明倫会会員。

## 来歴
越後国三島郡片貝村に生まれる。元治元年（1864年）下野国日光にて杉線香を日本で量産化に成功。商人加藤保左衛門が東京日本橋に支店を出して販売を手掛けた。日光にて逝去。